# Kasteel van Clauzuroux
Het Kasteel van Clauzuroux (Frans: Château de Clauzuroux) is een kasteel in de Franse gemeente Champagne-et-Fontaine. Het kasteel is beschermd monument sinds 1945.